# Mammuthus trogontherii
El mamut de la estepa (Mammuthus trogontherii) es una especie extinta de mamífero elefántido que vivió en la mayor parte del norte de Eurasia a mediados del Pleistoceno, hace 600.000-370.000 años. Probablemente evolucionó en Siberia durante el inicio del Pleistoceno a partir de Mammuthus meridionalis. Fue el primer paso en la evolución de los elefántidos de las estepas y tundras, que culminaría con su descendiente, el mamut lanudo de las glaciaciones posteriores.

## Taxonomía

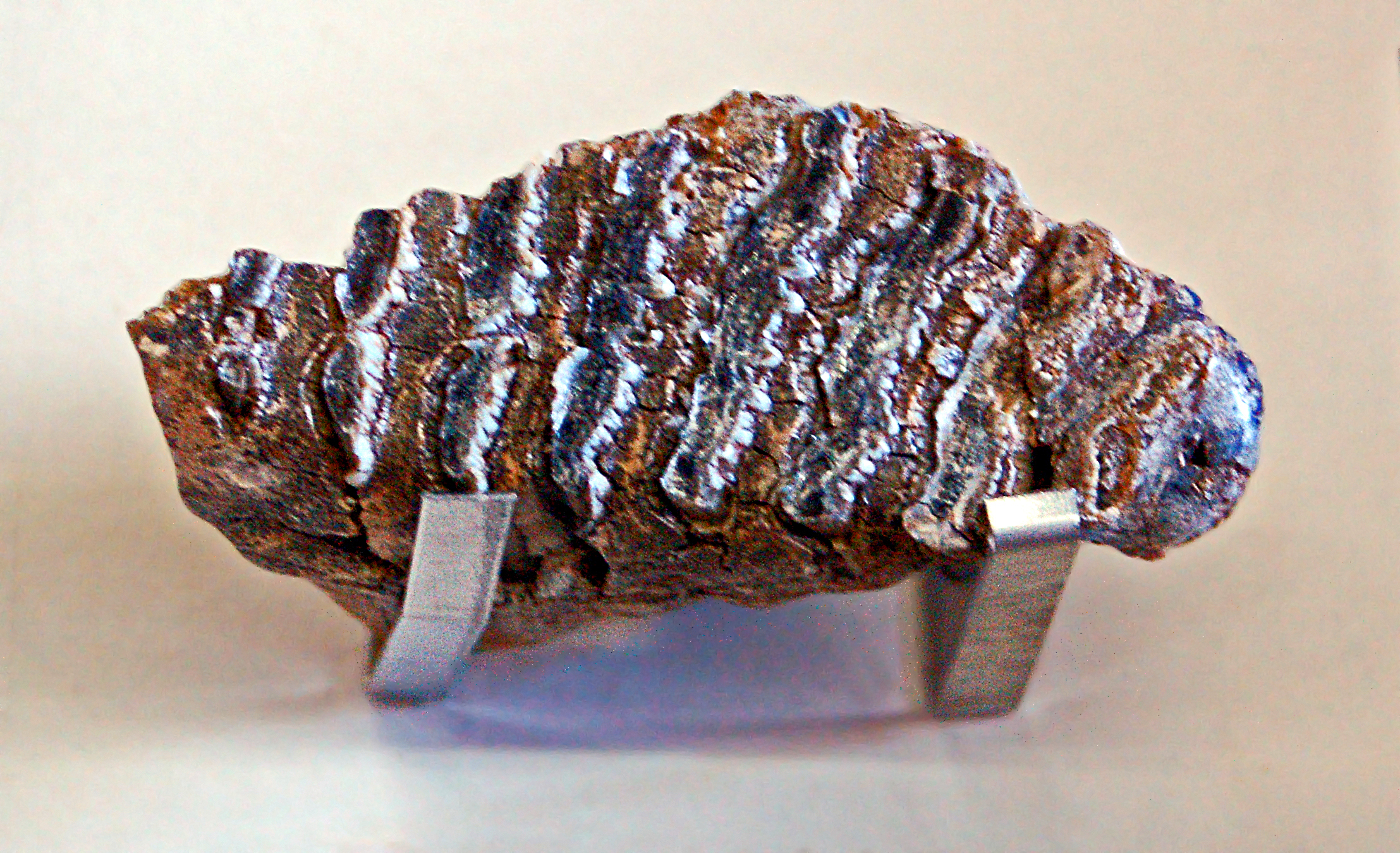
Molar de Mammuthus trogontherii en el Museo Nacional de Praga.

Existe cierta confusión acerca de nombre taxonómico correcto para el mamut de la estepa, que podría ser Mammuthus armeniacus (Falconer, 1857) o Mammuthus trogontherii (Pohlig, 1885). Falconer usó material de sitios asiáticos para su descripción mientras que Pohlig trabajó con restos europeos y ambos nombres aparecieron en publicaciones científicas, sumándose a la confusión. Un primer arreglo taxonómico fue realizado por Maglio en 1973 quien decidió que ambos nombres eran sinónimos, y ya que M. armeniacus es el más antiguo, sería el nombre a usarse. Sin embargo, en el trabajo de Shoshoni y Tassy en 1996 se decidió que la descripción hecha por Pohlig debía prevalecer, y en consecuencia el nombre correcto para esta especie debe ser M. trogontherii. No es claro si ambas formas son en realidad idénticas y varios autores tienden a usar el nombre M. trogontherii para el material europeo y M. armeniacus para los fósiles asiáticos.
Se ha dado nombre a numerosas variedades de mamuts japoneses del Pleistoceno inferior, pero se cree que en realidad los especímenes utilizados para esas nomenclaturas son todos sinónimos de M. trogontherii.

## Descripción

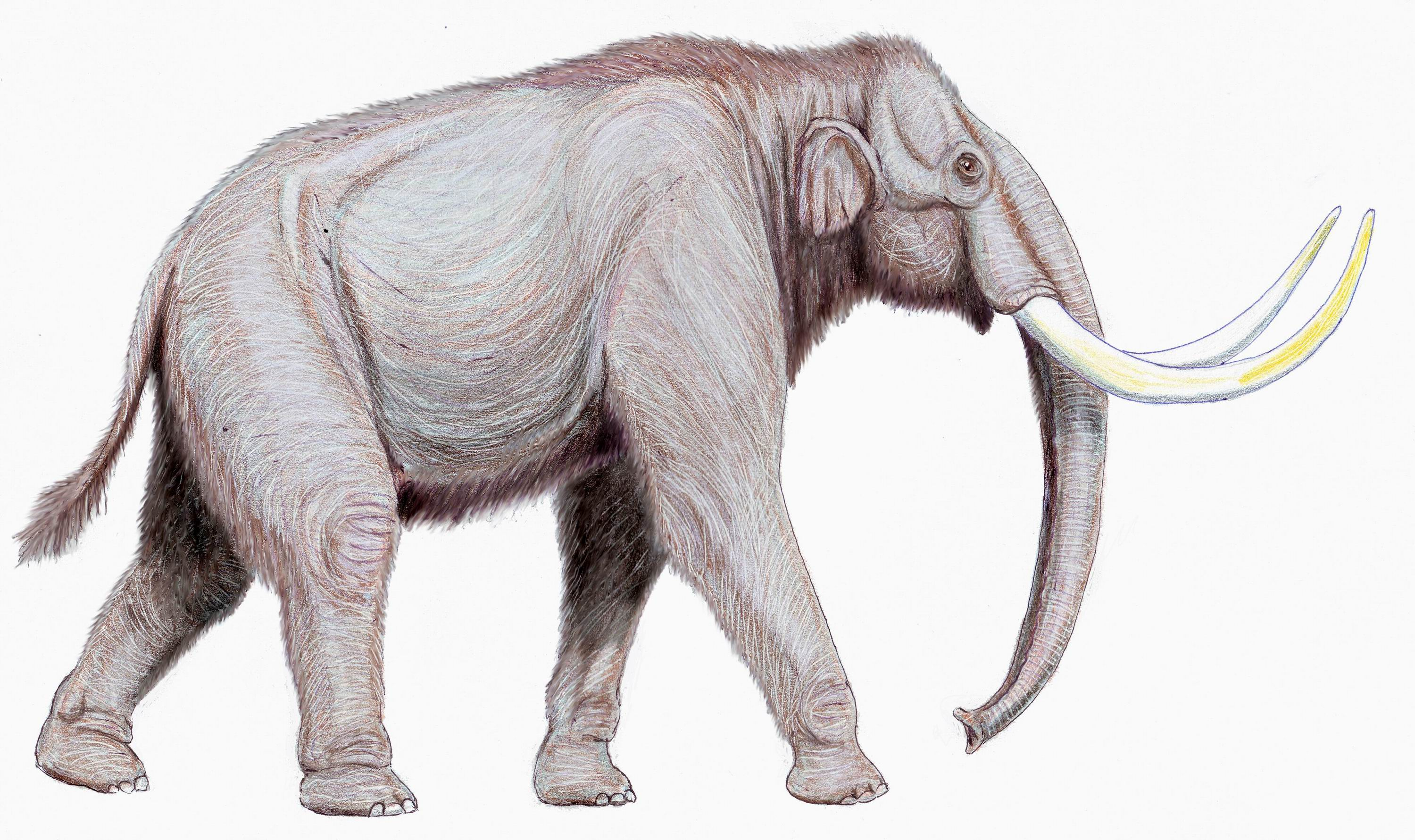
Recreación en vida.

El mamut de la estepa tenía un cráneo corto comparado con el de M. meridionalis así como una mandíbula más pequeña. Los machos tenían colmillos espiralados con una punta recurvada, que podían llegar a medir hasta 5,2 metros en los machos de mayor edad, mientras que las hembras tenían colmillos más delgados y levemente curvados.
Con varios individuos alcanzando los 4 metros de altura hasta los hombros se encuentra entre los mayores proboscídeos que jamás hayan existido (junto con M. meridionalis, M. columbi y Deinotherium) o quizás el más grande. Un esqueleto montado en el Museo de Azov alcanza los 4,5 metros a la cruz aunque esta talla puede ser una sobreestimación resultado de que sus vértebras fueron situadas entre las puntas de sus omóplatos. Otro individuo representado solo por un húmero de 1,45 metros de largo hallado en Mosbach Sande, Alemania, se estima que tendría una altura a los hombros en vida de 4,5 metros y pesaría entre 9-10 toneladas, por lo que podría ser el mayor mamut encontrado. Otra estimación para esta especie le da una altura a los hombros de 3,9 - 4,5 metros y un peso de 10,4 - 14,3 toneladas.

## Descubrimiento

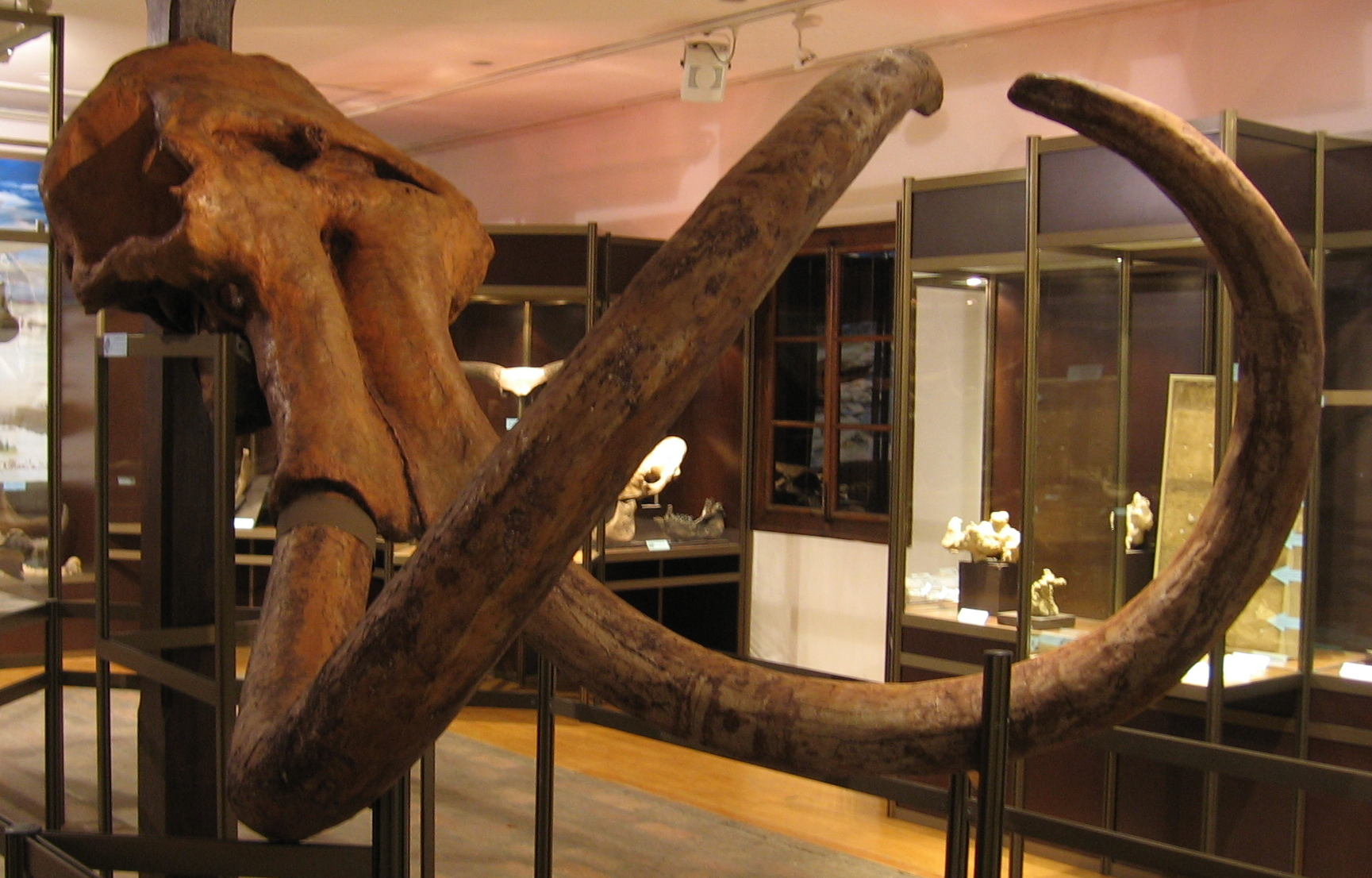
Cráneo.

Los dientes fosilizados son encontrados con regularidad, pero piezas del esqueleto son raras. El esqueleto más completo de un mamut de la estepa fue descubierto en 1996 en Kikinda, Serbia. Este ha sido montado y expuesto. El espécimen corresponde a una hembra, la cual mide unos 3,7 metros de altura, 7 metros de largo y tiene colmillos de 2,7 metros de longitud, estimándose que pesaba en vida hasta 7 toneladas.
Otro mamut de la estepa bastante completo fue excavado en los acantilados de West Runton en Norfolk, Reino Unido; preserva la mandíbula y dientes pero carece de la parte superior de su cráneo. Un cráneo relativamente completo fue encontrado en Auvergne, Francia en 2008 y fue analizado por Dick Mol y Frédéric Lacombat en el Musée Crozatier en Le Puy-en-Velay.
Un ejemplar conocido como el mamut del río Songhua fue considerado como una especie distinta que habría evolucionado en el norte de China durante el Pleistoceno Medio (unos 280.000 años atrás) y habría sobrevivido hasta el comienzo del Pleistoceno Superior.

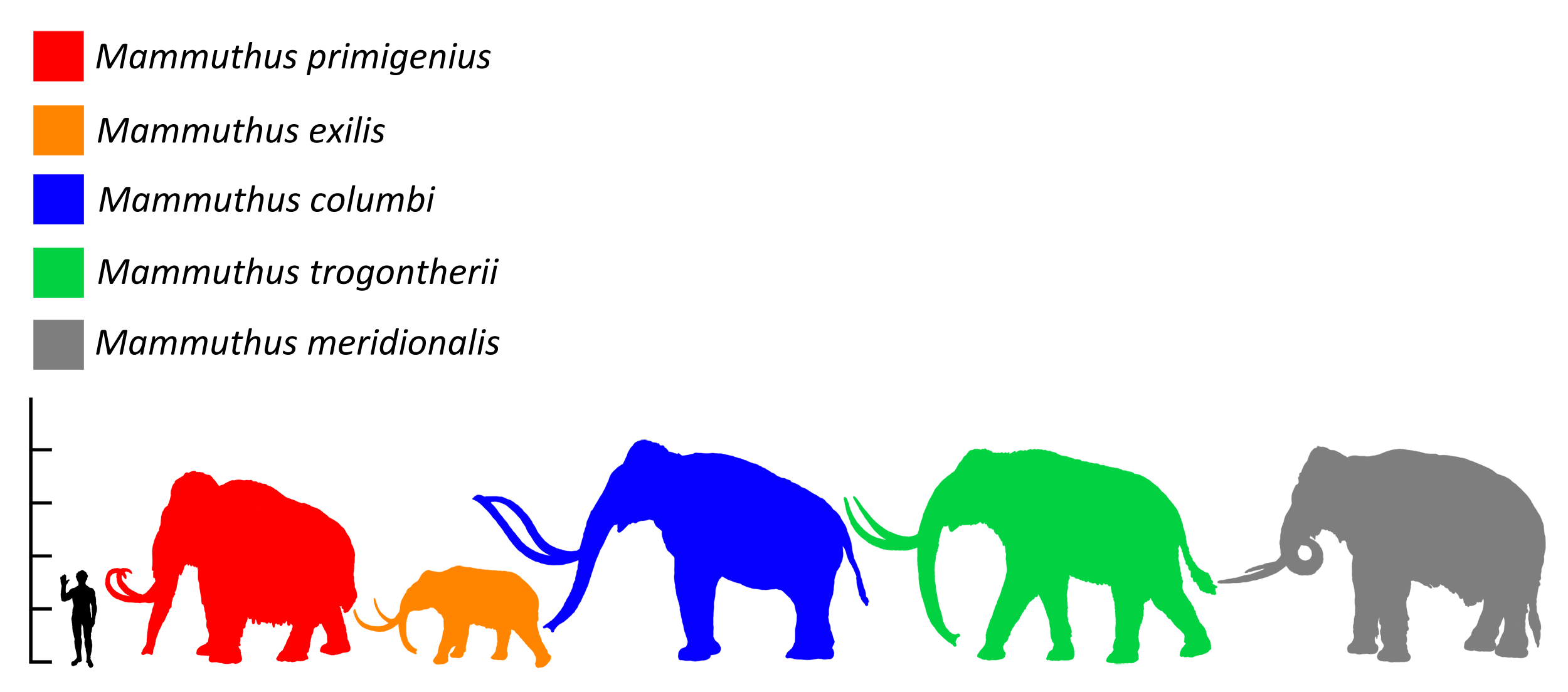
Comparación del tamaño de varias especies de mamuts.

Esta especie, denominada científicamente como M. sungari fue descrita por Zhou, M.Z en 1959, y ganó cierta notoriedad al ser considerado como el mayor proboscídeo conocido, debido a un enorme esqueleto compuesto basado en dos individuos hallados en 1980; este esqueleto alcanzaba los 5,3 metros de alto y los 9,1 metros de largo. Sin embargo, Wei et al. (2010), quienes reestudiaron los fósiles referidos a M sungari, consideraron a esta especie como un sinónimo más moderno de Mammuthus trogontherii, el mamut de estepa. Los autores establecieron que algunos de los fósiles originalmente referidos a M. sungari pertenecerían a M. trogontherii, mientras que los otros (como el esqueleto del condado de Zhaoyuan, en Heilongjiang) pueden ser referidos a Mammuthus primigenius (el mamut lanudo), de acuerdo a sus características morfológicas y sus medidas.